# Tim Payne
Tim Payne (nascut el 10 de gener de 1994) és un futbolista neozelandès que actualment juga pel Blackburn Rovers de la Premier League anglesa.

## Trajectòria per club
Payne començà la seva trajectòria futbolística el 2010 amb l'Auckland City del Campionat de Futbol de Nova Zelanda. La temporada 2009-2010 tan sols jugà un partit, el 2 d'abril de 2010 contra el YoungHeart Manawatu. L'Auckland City perdé 1–4, amb el gol del club essent marcat per Tim Payne.
A l'inici de la temporada 2010-2011 Payne va ser transferit al Waitakere United. Debutà l'11 de desembre en un partit contra el Waikato FC en què l'equip guanyà per un 1–3. Aquella temporada jugà en un total de 9 partits.
Des de la temporada 2011-2012 Payne juga amb el Blackburn Rovers de la Premier League. Des d'aleshores juga amb l'equip reserva.

## Trajectòria internacional
El juny de 2011 va formar part de la selecció neozelandesa sub-17 que se n'anà a Mèxic per a participar en la Copa del Món de Futbol Sub-17 de 2011. Payne jugà en cadascun dels 4 partits.
El juliol de 2011, va anar amb la selecció neozelandesa sub-20 a Colòmbia per a participar en la Copa del Món de Futbol Sub-20 de 2011. En aquell torneig Payne jugà en només un partit.
Payne debutà amb la selecció neozelandesa oficial el 27 de maig de 2012 a l'entrar com a substitut en un partit amistós contra Hondures. Els neozelandesos guanyaren per un 0–1.
Unes setmanes després, el juny de 2012, Payne se n'anà a Salomó per a participar en la Copa de Nacions de l'OFC de 2012. En aquell torneig Nova Zelanda quedà en tercer lloc i Payne jugà en tres partits.
El juliol de 2012 amb la selecció neozelandesa Payne se n'anirà a Londres per a participar en el torneig futbolístic dels Jocs Olímpics de 2012. Va ser nomenat com a part de la plantilla olímpica el 21 de juny de 2012.

## Palmarès
- Torneig Preolímpic de l'OFC (1): 2012.